# رساننده خدمات ارتباطی
رساننده خدمات ارتباطی یک رساننده خدمات است که اطلاعات را به صورت الکترونیکی منتقل می‌کند که نمونه‌ای از آن رساننده خدمات مخابراتی است. این واژه شامل شرکت‌های دولتی و خصوصی تلفن ثابت، تلفن همراه، اینترنت، تلویزیون کابلی، ماهواره مخابراتی و کسب و کارهای خدمات مدیریت شده می‌شود.
در بیشتر موارد، بازار کسب و کار زمینه تخصصی رساننده خدمات ارتباطی، تابع صنعتی است که در آن فعالیت می‌کند. این صنایع به سه دسته تقسیم می‌شوند: ۱) مخابرات، ۲) سرگرمی و رسانه، ۳) اینترنت/خدمات وب. برخی رساننده‌های خدمات ارتباطی به چند زمینه تقسیم می‌شوند. دیگر رساننده‌ها، خدمات ارتباطی را در تمام دسته‌ها ارائه می‌کنند.
واژه «رساننده خدمات ارتباطی» در اواخر دهه ۱۹۹۰ میلادی گسترش یافت. پیش از آن، با همپوشانی اندکی بین شرکت‌های سنتی رساننده خدمات مخابراتی، سلولی، تلویزیون کابلی و اینترنتی، کسب و کارهای ارتباطی، بسیار تخصصی بودند. در دهه ۱۹۹۰ مقررات‌زدایی (با تصویب لایحه مخابرات ۱۹۹۶ در ایالات متحده آمریکا) و فناوری همگرا باعث تحول بزرگی در این صنعت شدند. هرچقدر شرکت‌ها نمونه کارهایی را در زمینه‌های گوناگون خدمات ارتباطی ارائه کردند دسته‌بندی‌های سنتی، کارایی خود در تعریف رساننده خدمات را از دست دادند. واژه «رساننده خدمات ارتباطی» امروزه به عنوان در برگیرنده دسته بزرگی، شامل همه این کسب و کارها شناخته می‌شود.